# Quận Pacific, Washington
Quận Pacific là một quận thuộc tiểu bang Washington, Hoa Kỳ.
Quận này được đặt tên theo. Theo điều tra dân số của Cục điều tra dân số Hoa Kỳ năm 2010, quận có dân số 20.920 người. Quận lỵ đóng ở South Bend.

## Địa lý
Theo Cục điều tra dân số Hoa Kỳ, quận có diện tích 3168 km2, trong đó có 754 km2 là diện tích mặt nước.